# Nieuport 16
Il Nieuport 16 fu un caccia monomotore biplano sviluppato dall'azienda francese Société Anonyme des Établissements Nieuport negli anni dieci del XX secolo.
Sviluppo del contemporaneo Nieuport 11, se ne distingueva essenzialmente per la motorizzazione più potente e per la presenza di un poggiatesta nell'abitacolo.

## Tecnica
Il Type 16, così come il suo predecessore Type 11, era un velivolo di costruzione mista, con struttura parte in legno e parte metallica, che riproponeva l'impostazione più utilizzata in quel periodo, monomotore monoposto a velatura biplana e carrello fisso.
La fusoliera, di sezione quadrata, era realizzata anteriormente con una struttura in tubi saldati su cui era fissato anche il motore, e posteriormente da una struttura in legno ricoperta da tela trattata che integrava l'unico abitacolo aperto destinato al pilota. Elemento distintivo, non presente sul Type 11, era la pinna dorsale che raccordava il poggiatesta alla parte posteriore della fusoliera che terminava in un impennaggio classico monoderiva.
La configurazione alare era biplano-sesquiplana, ovvero con l'ala superiore, montata alta a parasole, di apertura leggermente maggiore dell'inferiore, dalla corda sensibilmente minore e montata bassa sulla fusoliera, entrambe caratterizzate da una piccola freccia alare e dalla struttura in legno ricoperta di tela trattata, collegate tra loro da una coppia di montanti a "V", uno per lato, ed integrati da cavetti in acciaio.
Il carrello d'atterraggio era fisso ed ammortizzato, molto semplice, montato su una struttura tubolare al di sotto della fusoliera, dotato di ruote di grande diametro collegate da un asse rigido ed integrato posteriormente con un pattino d'appoggio.
La propulsione era affidata ad un motore Le Rhône 9J, un rotativo 9 cilindri raffreddato ad aria in grado di erogare una potenza pari a 110 CV (81 kW), montato all'estremità anteriore della fusoliera e ricoperto da una cappottatura in alluminio aperta verso il basso, abbinato ad un'elica bipala in legno a passo fisso.
L'armamento consisteva in una sola mitragliatrice che mutò sia nella collocazione che nel tipo durante il periodo di produzione. La Lewis calibro 0.303 in (7,7 mm) inizialmente montata sopra la parte centrale dell'ala superiore venne sostituita, una volta introdotta l'apparecchiatura di sincronizzazione, dalla pari calibro Vickers montata fissa in caccia davanti al pilota.

## Impiego operativo
Il Type 16 venne fornito come equipaggiamento dei reparti da caccia della francese Aviation militaire e della russo imperiale Imperatorskij voenno-vozdušnyj flot venendo impiegato rispettivamente sui fronti occidentale ed orientale dalla primavera del 1916.
Il Type 16, opportunamente equipaggiato con i razzi aria-aria Le Prieur, fu impiegato tra l'altro da alcuni reparti francesi per la caccia agli Zeppelin della tedesco imperiale Luftstreitkräfte, che minacciavano Parigi con missioni di bombardamento aereo.
Almeno un esemplare catturato venne utilizzato dallo Jagdstaffel 1 (Jasta 1), reparto da caccia della Luftstreitkräfte, sul fronte occidentale.
L'asso del Royal Flying Corps che ottenne sei vittorie sul modello fu Albert Ball che le conseguì dal 29 maggio 1916 al 2 luglio successivo.
In Italia dall'ottobre 1916 volavano gli esemplari della Escadrille N 92 i - N 392 - N 561 per la difesa di Venezia.

## Utilizzatori
Francia
- Aviation militaire

 Germania
- Luftstreitkräfte

 Impero russo
- Imperatorskij voenno-vozdušnyj flot